# Claude-Oliver Rudolph
Claude-Oliver Rudolph (Francoforte sul Meno, 30 novembre 1956) è un attore, produttore cinematografico e regista tedesco.

## Biografia
Claude-Oliver Rudolph ha vissuto con la nonna in Francia fino all'età scolare. Durante l'età scolare a Bochum al Gymnasium am Ostring studia con Herbert Grönemeyer alla Schauspielhaus Bochum recitazione. A 15 anni Rudolph viene ingaggiato dal regista Werner Schroeter, con il quale recita in Palermo oder Wolfsburg e a 18 recita con il regista Peter Zadek a Bochum e Berlino.
Dopo il diploma al Staatlichen Humanistischen Gymnasium, Rudolph studia filosofia, psicologia e romanistica alla Ruhr-Universität Bochum, inoltre film e regie al Musischem Zentrum e scienze teatrali alla Ludwig-Maximilians-Universität München. Come assistente alla regia lavora con Jiří Menzel. Frequenta un seminario con Lee Strasberg a Bochum. Come docente lavora alla Westfälischen Schauspielschule Bochum.
Rudolph è sposato con l'attrice Sabine von Maydell, ha un figlio e una figlia..
Il regista Rainer Werner Fassbinder ingaggiò Rudolph per recitare con Volker Spengler in Unter Aufsicht. Ha ottenuto una parte nel film della serie James Bond 007 – Il mondo non basta al fianco di Pierce Brosnan. Ha recitato anche nel film tedesco U-Boot 96.
Ha dato la voce nel film The Wrestler a Mickey Rourke.
È noto in anche per le numerose interpretazioni nelle serie televisive come L'ispettore Derrick, Tatort, Der Alte e Un caso per due.

## Filmografia

### Attore
- 1979: Palermo oder Wolfsburg
- 1980: Tatort – Herzjagd
- 1981: U-Boot 96
- 1981: Strommberg – Die letzte Nacht
- 1981: Operation Leo
- 1982: Ungleicher Lohn
- 1983: Hure
- 1983: Rote Erde
- 1983: Vom anderen Stern
- 1985: Châteauvallon
- 1985: Ein Fall für zwei – Fluchtgeld
- 1985: Alpha City – Abgerechnet wird nachts
- 1986: Blinde Leidenschaft
- 1986: Der Angriff
- 1986: Die Reise
- 1986: Der Alte – Gigolo ist tot
- 1987: Kinder aus Stein
- 1987: Hans im Glück
- 1987: Der Alte – Tod eines Piraten
- 1988: L'ispettore Derrick – Fliegender Vogel
- 1988: Die Stimme
- 1989: Derrick – Der zweite Mord
- 1989: Laura und Luis
- 1989: Derrick – Die Kälte des Lebens
- 1989: Herbstmilch
- 1990: Ex und hopp – Ein böses Spiel um Liebe, Geld und Bier
- 1990: Derrick – Der Einzelgänger
- 1991: Mit tödlicher Sicherheit
- 1991: Derrick – Verlorene Würde
- 1991: Derrick – Ein seltsamer Ehrenmann
- 1992: Eurocops – Doppelleben
- 1992: Un caso per due – Feiglinge töten nicht
- 1993: Der Alte – Die 13.Gesellschaft
- 1993: Ein Fall für zwei – Käufliche Herren
- 1993: Glückliche Reise – Mallorca
- 1994: Schwarz greift ein – Auge um Auge
- 1994: Tatort – Singvogel
- 1995: In uns die Hölle
- 1995: Der Schwarze Fluch – Tödliche Leidenschaften
- 1996: Auf Achse – Überraschung in Rotterdam
- 1996: Struppi & Wolf
- 1996: Der Schattenmann
- 1996: Der kalte Finger
- 1996: Alles nur Tarnung
- 1996: Tresko – Amigo Affäre
- 1997: Und tschüss!
- 1997: Spurlos verschwunden
- 1997: Guardia costiera – Die Jagd
- 1997: Großstadtrevier – Das zweite Gesicht
- 1998: Die Spezialisten
- 1998: Polizeiruf 110 – Kleiner Engel
- 1998: Der König von St. Pauli
- 1998: Tatort – Bienzle und der Champion
- 1998: Liebe mich bis in den Tod
- 1998: Die 3 Posträuber
- 1999: Die Angst in meinem Herzen
- 1999: James Bond 007 – Die Welt ist nicht genug (The World Is Not Enough)
- 2000: SOKO Leipzig – Echte Profis
- 2000: Club des chomeurs
- 2001: Der Verleger
- 2002: Le club des chômeurs
- 2003: Novaks Ultimatum
- 2003: Dirty Sky
- 2003: Amundsen der Pinguin
- 2004: Brecht
- 2006: Geliefert
- 2006: Fight Club Sabotakt
- 2007: Un caso per due – Schmutzige Hände
- 2007: Chaostage – We Are Punks!
- 2007: Dogs
- 2007: Manhunt 2096
- 2008: The Kassandra Flight
- 2009: Kopf oder Zahl
- 2009: Maria
- 2009: Cargo
- 2009: Topper gibt nicht auf
- 2010: Sehnsüchte
- 2010: SOKO Stuttgart – Fankurve
- 2011: Fahr zur Hölle
- 2011: Gegengerade – Niemand siegt am Millerntor
- 2011: Großstadtrevier – 5 nach 12
- 2011: Die Schulermittler
- 2011: SOKO Stuttgart – Man stirbt nur zweimal
- 2012: Der Alte
- 2012: Robin Hood: Ghosts of Sherwood
- 2013: Ein Fall für zwei – Letzte Worte
- 2013: Tatort – Eine Handvoll Paradies
- 2013: Notruf Hafenkante – Lucky Punch
- 2013: Der Alte – Blutiger Asphalt
- 2013: Der VIP-Bus – Promis auf Pauschalreise
- 2013: Il commissario Heldt (Heldt) - serie televisiva
- 2014: Kreuzungen
- 2014: SOKO Stuttgart – Auf eigene Rechnung
- 2014: SOKO Stuttgart – Taxi ins Jenseits
- 2015: Grabowski – alles bleibt in der Familie
- 2015: Miami, Mafia, Moneten
- 2015: SOKO Stuttgart – Masken
- 2016: Clash (Serie)
- 2016: Mann im Spagat
- 2016: Agent provocateur – ARTE
- 2017: Alice – the darkest hour
- 2017: SOKO Stuttgart – Akte Jo
- 2018: Kroymann (Satiresendung, 1 Folge)
- 2018: Großstadtrevier – Der Neue mit „T“
- 2018: SOKO Stuttgart – Rasende Wut
- 2019: Tal der Skorpione
- 2019: Knorx
- 2019: SOKO Stuttgart – Das Geld anderer Leute
- 2020: SOKO Stuttgart – Schmutzige Hände
- 2022: SOKO Stuttgart – Vergissmeinnicht

### Regista
- 1977: Humor – Grüß Gott
- 1981: Fleisch ist Fleisch – Frauenmörder Fritz Honka
- 1986: Büchner
- 1986: Der dicke Rebell
- 1987: Verlorene Horizonte
- 1990: The Wonderbeats – Kings of Beat
- 1993: Ebbies Bluff
- 1993: Weinende Ruhr
- 2003: Dirty Sky
- 2004: Große Mädchen weinen nicht
- 2004: Life’s a bitch
- 2006: Fight Club Sabotakt
- 2013: Musical „Judy“
- 2014: Trailer Mord im Rampenlicht
- 2017: Das Liebesverbrechen

### Produttore
- 1977: Humor – Grüß Gott
- 1984: Büchner
- 1986: Der dicke Rebell
- 1990: The Wonderbeats – Kings of Beat
- 1993: Ebbies Bluff
- 2003: Dirty Sky
- 2006: Fight Club Sabotakt
- 2006: 75 Jahre Hockenheim
- 2007: Chaostage
- 2012: St. Pauli – Gegengerade
- 2012: Klappe Cowboy!
- 2013: Judy Garland
- 2017: Das Liebesverbrechen

### Autore
- 1977: Humor – Grüß Gott
- 1984: Büchner
- 1986: Der dicke Rebell
- 1990: The Wonderbeats – Kings of Beat
- 1993: Ebbies Bluff
- 1998: Liebe mich bis in den Tod
- 2003: Dirty Sky
- 2010: Ebbyland

### Video musicali
- 1982: Kowalski – Der Fischbacher Brando
- 1983: Kowalski – Der Arbeiter
- 1986: Büchner
- 1991: Je t aime
- 2004: Stahlhofen Band – Große Mädchen weinen nicht
- 2004: Motörhead – Life's a Bitch
- 2009: D-Bo – Frust?!
- 2014: Mord im Rampenlicht
- 2016: Kowalski
- 2016: Mona Mur
- 2016: Luca Maric
- 2016: Faris & Coppola
- 2017: Herman Ze German (Scorpions) ---->

## Opere
- Mein Powerprogramm für echte Männer. 2010, ISBN 978-3-485-01306-2.

## Audiolibri
- mit Ralf Richter: Wilhelm Busch, ungekürzte Lesung, ISBN 3-7857-3044-6.
- mit verschiedenen Sprechern: Grimms Märchen, Version 1864, Hörbuch – SPV.
- mit verschiedenen Sprechern: Böse Nacht Geschichten – Hörbuch – Universal.
- mit Christine Neubauer: Die schönsten Liebesgedichte der Weltliteratur – Hörbuch – Delta.
- mit Bina Trooger: Die größten Schurkenmonologe der Weltliteratur – Hörbuch – Delta.
- John le Carre: Eine Art Held, Der Nachtmanager, Geheime Melodie – Hörbuch – Delta.
- Jacques Mesrine: Der Todestrieb – Hörbuch – Delta & Nautilus.
- Metallica: The truth about Metallica – Hörbuch – Nuclear Blast.
- Arnaldur Indriðason – Frostnacht.
- Sergej Lukianenko – Weltengänger – Heyne / Random House.
- Nacht der Rebellen – nach Streitigkeiten mit der Band untersagte er die Veröffentlichung.
- Gustav Sack – Erinnerungen eines Rebellen – Westfälisches Museum für Literatur.
- Geschichten von Liebe & Sehnsucht – Maison Blanche Berlin.
- Das Liebesverbrechen mit Mona Mur

## DJ
- 2005: Thomas Stiller: Stille Nacht – Heilige Nacht – Regie: Christoph Dietrich (Hörspiel – SWR)

## Onorificenze
- 1984: Gewinner des Deutschen Darstellerpreises Chaplin Choe auf dem Filmfest München für seine Mitwirkung in der Fernsehserie Rote Erde
- 2013: Ehrendarstellerpreis des Eat My Shorts – Hagener Kurzfilmfestivals
- 2022: Jean Gabin – Preis beim Eat My Shorts – Hagener Kurzfilmfestivals